# Sigy-en-Bray
Sigy-en-Bray is een gemeente in het Franse departement Seine-Maritime (regio Normandië) en telt 594 inwoners (2004). De plaats maakt deel uit van het arrondissement Dieppe.

## Geografie
De oppervlakte van Sigy-en-Bray bedraagt 27,7 km², de bevolkingsdichtheid is 21,4 inwoners per km².
De onderstaande kaart toont de ligging van Sigy-en-Bray met de belangrijkste infrastructuur en aangrenzende gemeenten.

## Demografie
Onderstaande figuur toont het verloop van het inwonertal (bron: INSEE-tellingen).